# Virachola coffea
Virachola coffea är en fjärilsart som beskrevs av Jackson 1966. Virachola coffea ingår i släktet Virachola och familjen juvelvingar. Inga underarter finns listade i Catalogue of Life.